# Казо-Савес
Казо́-Саве́с (фр. Cazaux-Savès) — коммуна во Франции, находится в регионе Юг — Пиренеи. Департамент — Жер. Входит в состав кантона Саматан. Округ коммуны — Ош.
Код INSEE коммуны — 32098.

## География
Коммуна расположена приблизительно в 610 км к югу от Парижа, в 40 км западнее Тулузы, в 34 км к восточнее от Оша.
На востоке коммуны протекает река Сав.

## Климат
Климат умеренно-океанический. Лето жаркое и немного дождливое, температура часто превышает 35 °С. Зимой часто бывает отрицательная температура и ночные заморозки. Годовое количество осадков — 700—900 мм.

## Население
Население коммуны на 2010 год составляло 274 человека.
| 1962 | 1968 | 1975 | 1982 | 1990 | 1999 | 2010 |
| ---- | ---- | ---- | ---- | ---- | ---- | ---- |
| 173  | 137  | 145  | 120  | 134  | 138  | 274  |

## Администрация
| Период | Период | Фамилия         | Партия | Примечания |
| ------ | ------ | --------------- | ------ | ---------- |
| 2001   | 2020   | Жан-Клод Турнан |        |            |

## Экономика
В 2010 году среди 153 человек трудоспособного возраста (15-64 лет) 123 были экономически активными, 30 — неактивными (показатель активности — 80,4 %, в 1999 году было 75,9 %). Из 123 активных жителей работали 116 человек (62 мужчины и 54 женщины), безработных было 7 (3 мужчин и 4 женщины). Среди 30 неактивных 4 человека были учениками или студентами, 14 — пенсионерами, 12 были неактивными по другим причинам.

## Достопримечательности
- Замок Комон (XVI век). Исторический памятник с 1947 года[4]

## Фотогалерея

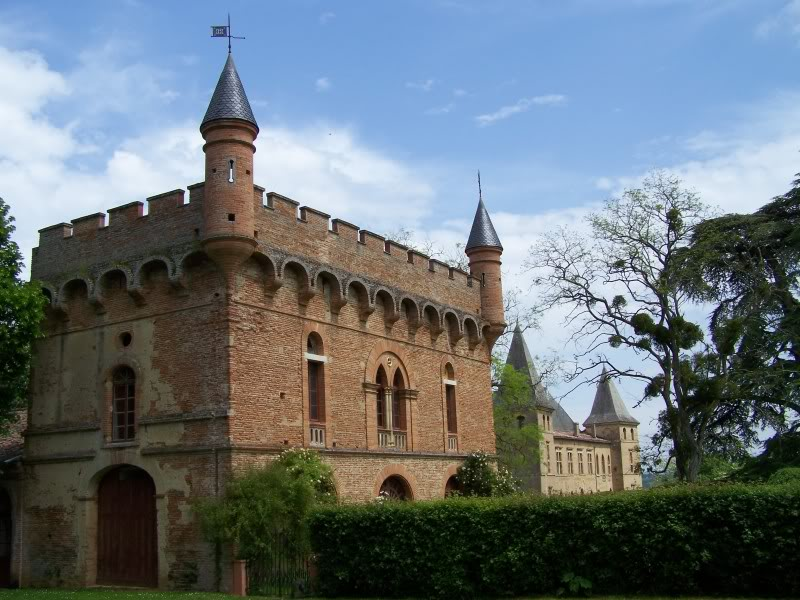
Замок Комон
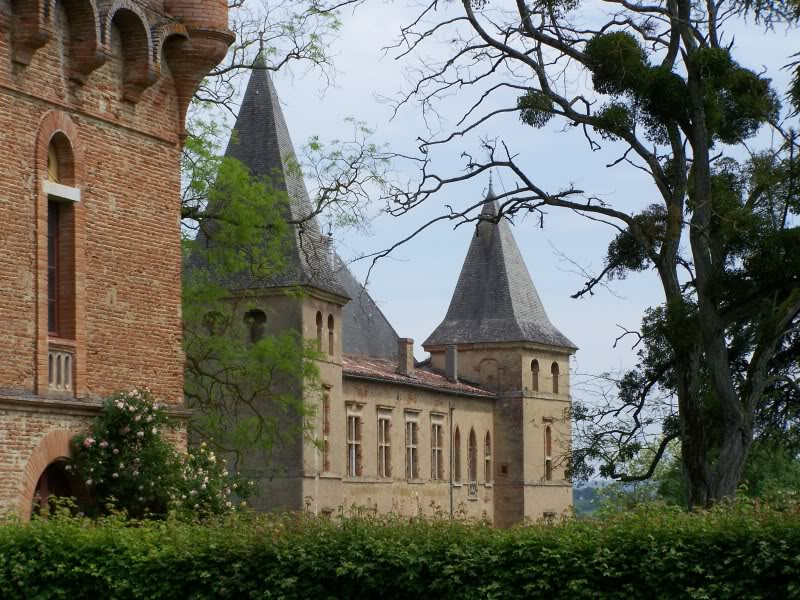
Замок Комон
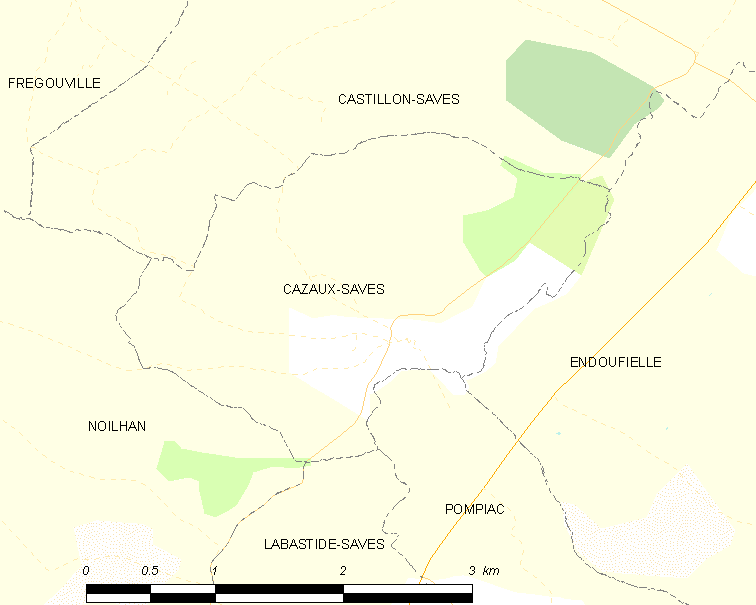
Карта коммуны